# Khỉ sóc trung Mỹ
Khỉ sóc trung Mỹ, danh pháp hai phần là Saimiri oerstedii, là một loài động vật có vú trong họ Cebidae, bộ Linh trưởng. Loài này được Reinhardt mô tả năm 1872.

## Hình ảnh

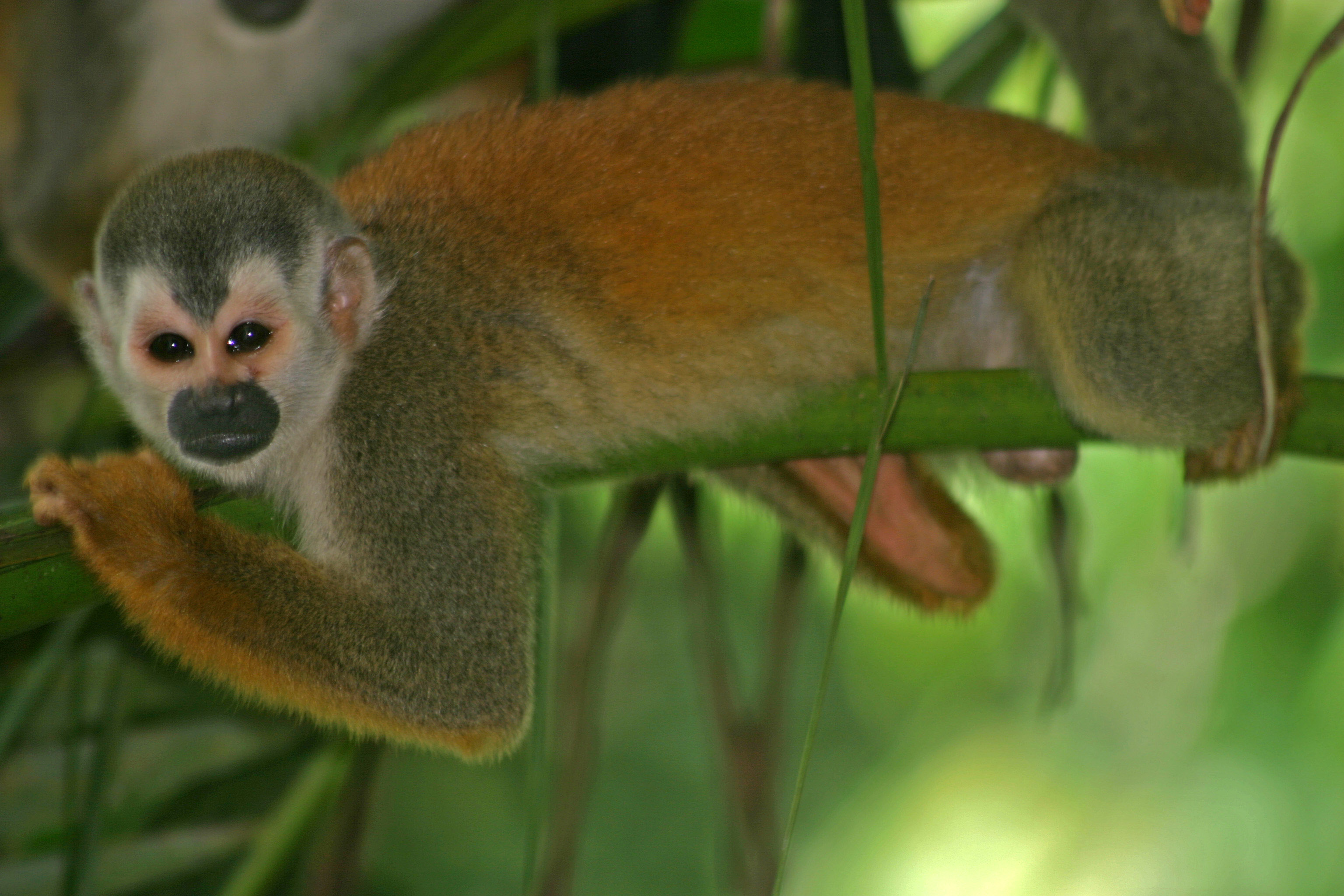
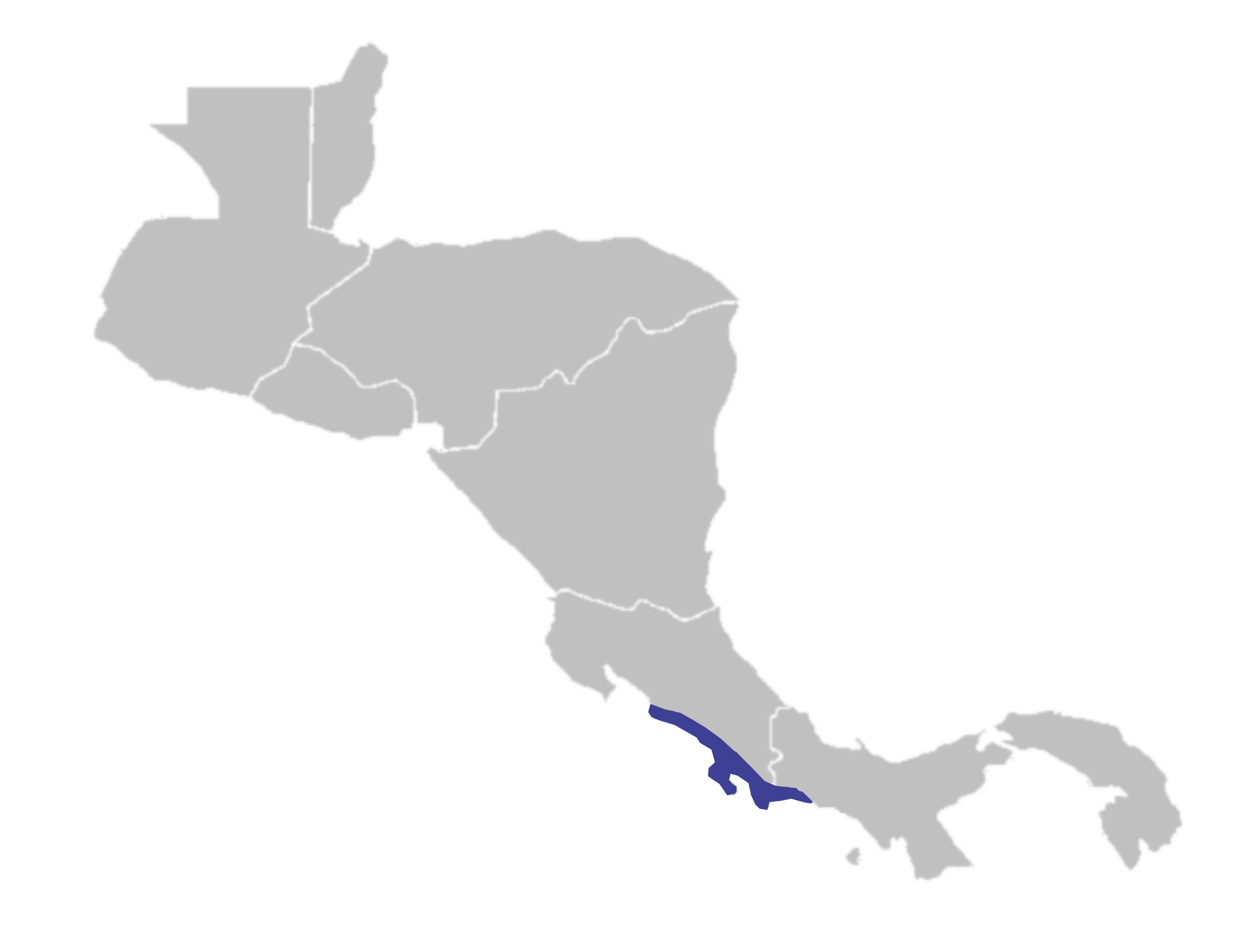
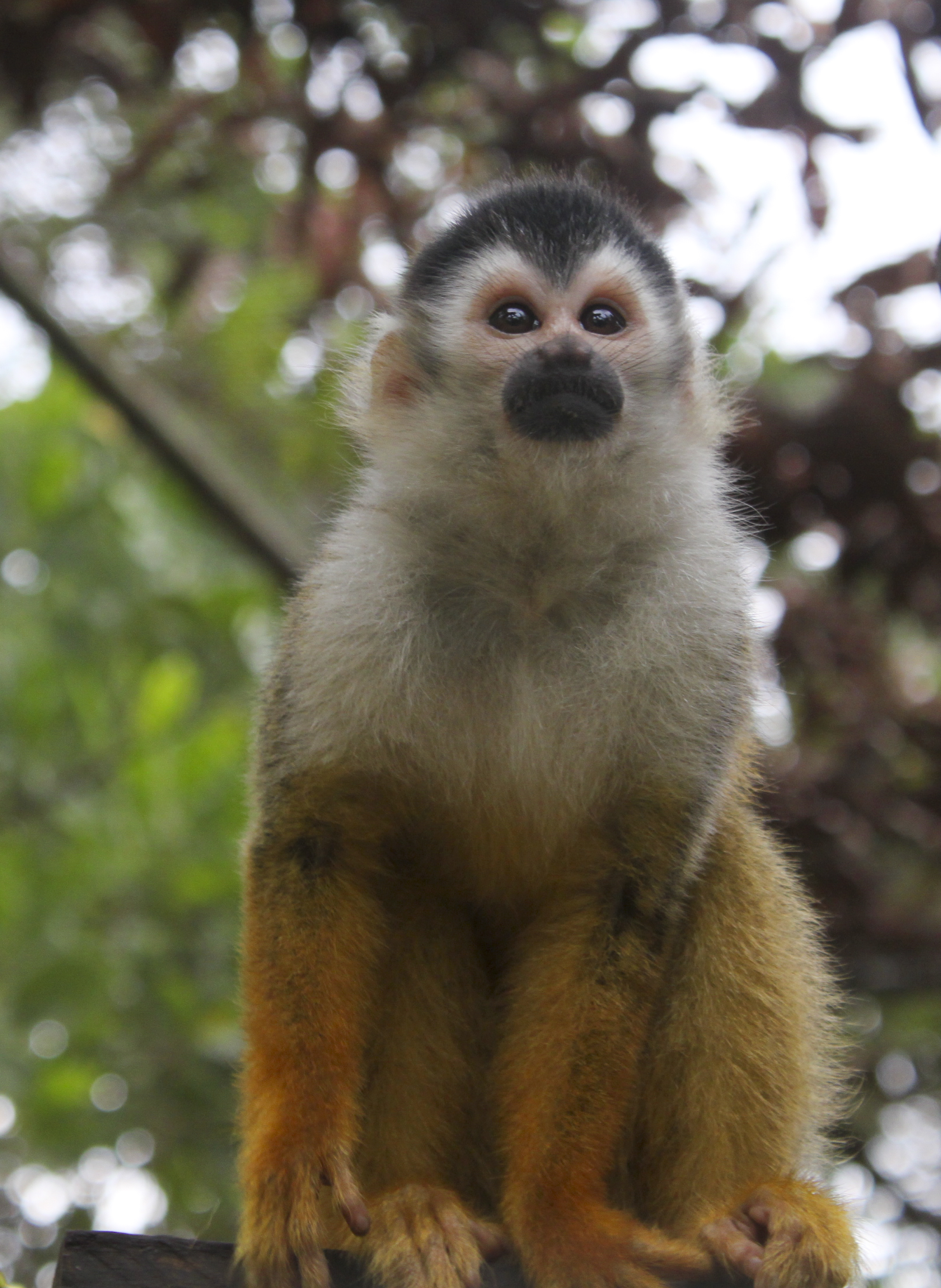
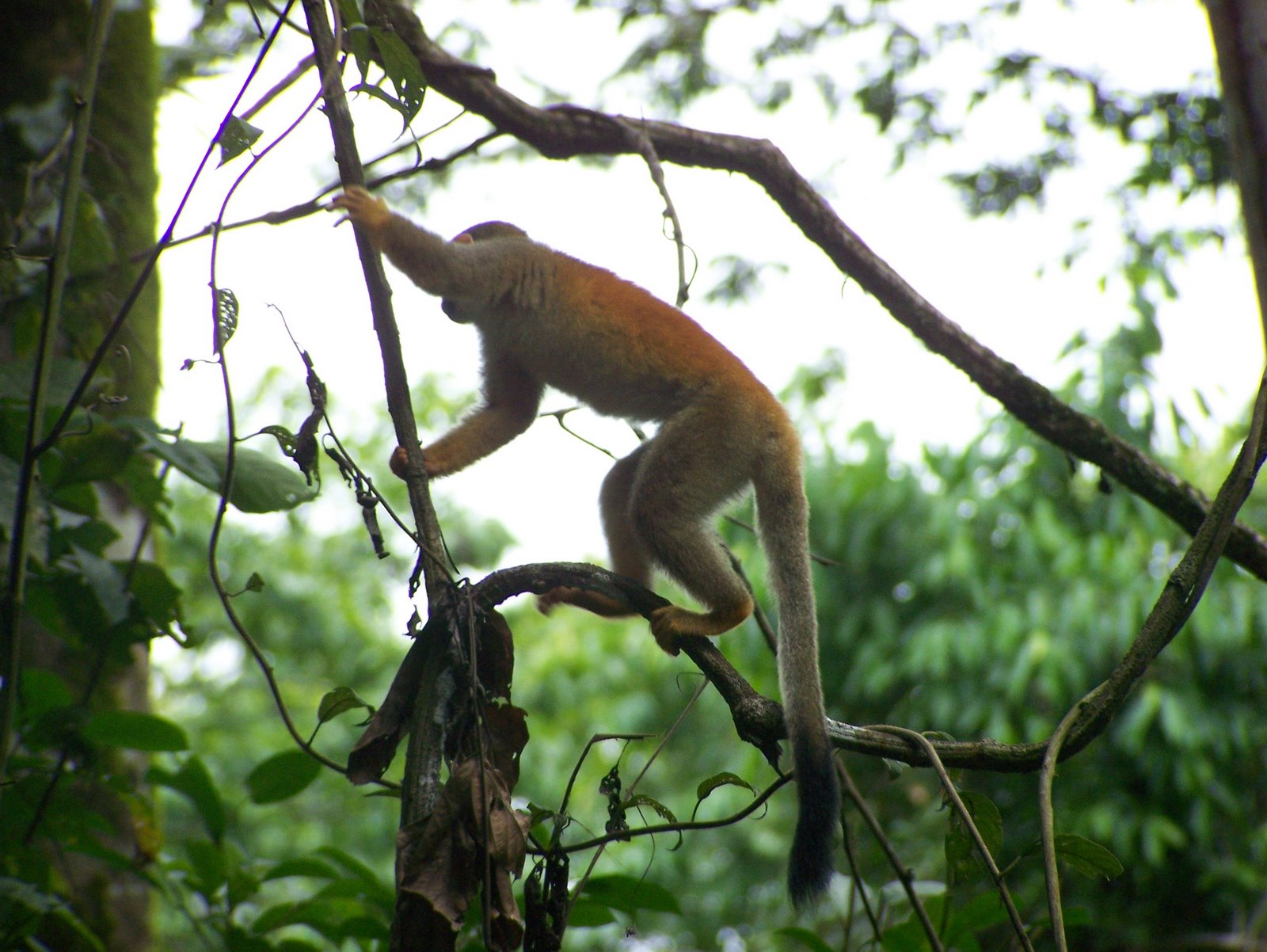